# Piligenoides vittata
Piligenoides vittata är en tvåvingeart som beskrevs av Barraclough 1985. Piligenoides vittata ingår i släktet Piligenoides och familjen parasitflugor. Inga underarter finns listade i Catalogue of Life.